# Van Starkenborghkanaal
Het Van Starkenborghkanaal is een kanaal in de provincie Groningen dat het Prinses Margrietkanaal met het Eemskanaal verbindt. Het kanaal is geschikt voor CEMT-klasse Va (schepen tot 2500 ton), als onderdeel van de Hoofdvaarweg Lemmer-Delfzijl.

## Geschiedenis

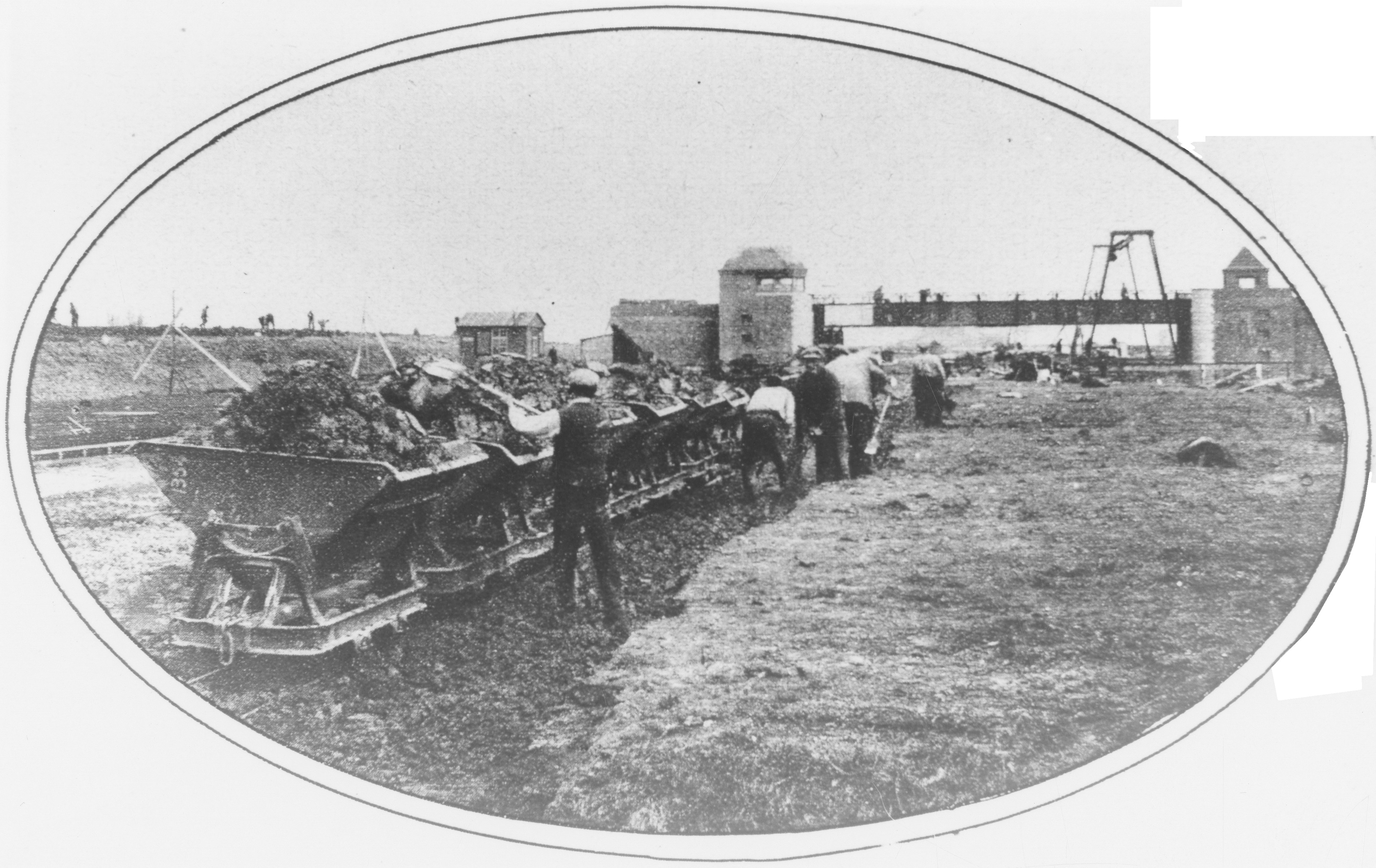
Aanleg van het Van Starkenborghkanaal bij de Dorkwerderbrug door middel van werkverschaffing rond 1931: met kiepkarren werd de klei afgevoerd.

In 1911 werd een commissie ingesteld voor de aanleg van een nieuwe waterweg tussen de stad Groningen en de Zuiderzee; het 'grote scheepvaartkanaal van Lemmer naar Groningen'. Na vele jaren van overleg, waarbij er onenigheid was tussen de provincies Friesland en Groningen over wie welk deel van de kosten moest dragen, vonden de autoriteiten in Groningen het welletjes. Na de aanleg van een nieuwe sluis bij Gaarkeuken in 1924 (doorvaartwijdte 10 meter, lengte 190 meter) besloten zij in 1928 om zonder overeenstemming met Friesland zelf een begin te maken met het werk. Hiertoe werden ongeveer 1400 mensen ingezet, waarvan 1300 in het kader van de werkverschaffing. Zij moesten vaak tegen een laag loon het werk grotendeels met de hand uitvoeren. Het kanaal werd van Zuidhorn tot de Oostersluis nieuw aangelegd. Het gedeelte van Zuidhorn tot de Friese grens is het verbrede Hoendiep.
In 1935 begonnen de werkzaamheden ook aan Friese zijde, waar gestart werd met de aanleg van het veel langere Prinses Margrietkanaal. In 1938 was het Groningse deel van de waterweg voltooid en was het Van Starkenborghkanaal een feit. Bij de aanleg was door ontwerper Lely uitgegaan van schepen tot 1000 ton, maar werd alvast rekening gehouden met een toekomstige uitbreiding van het kanaal om schepen tot 2000 ton te kunnen laten varen. Tevens dient het kanaal voor de afwatering van het Westerkwartier via het Reitdiep.

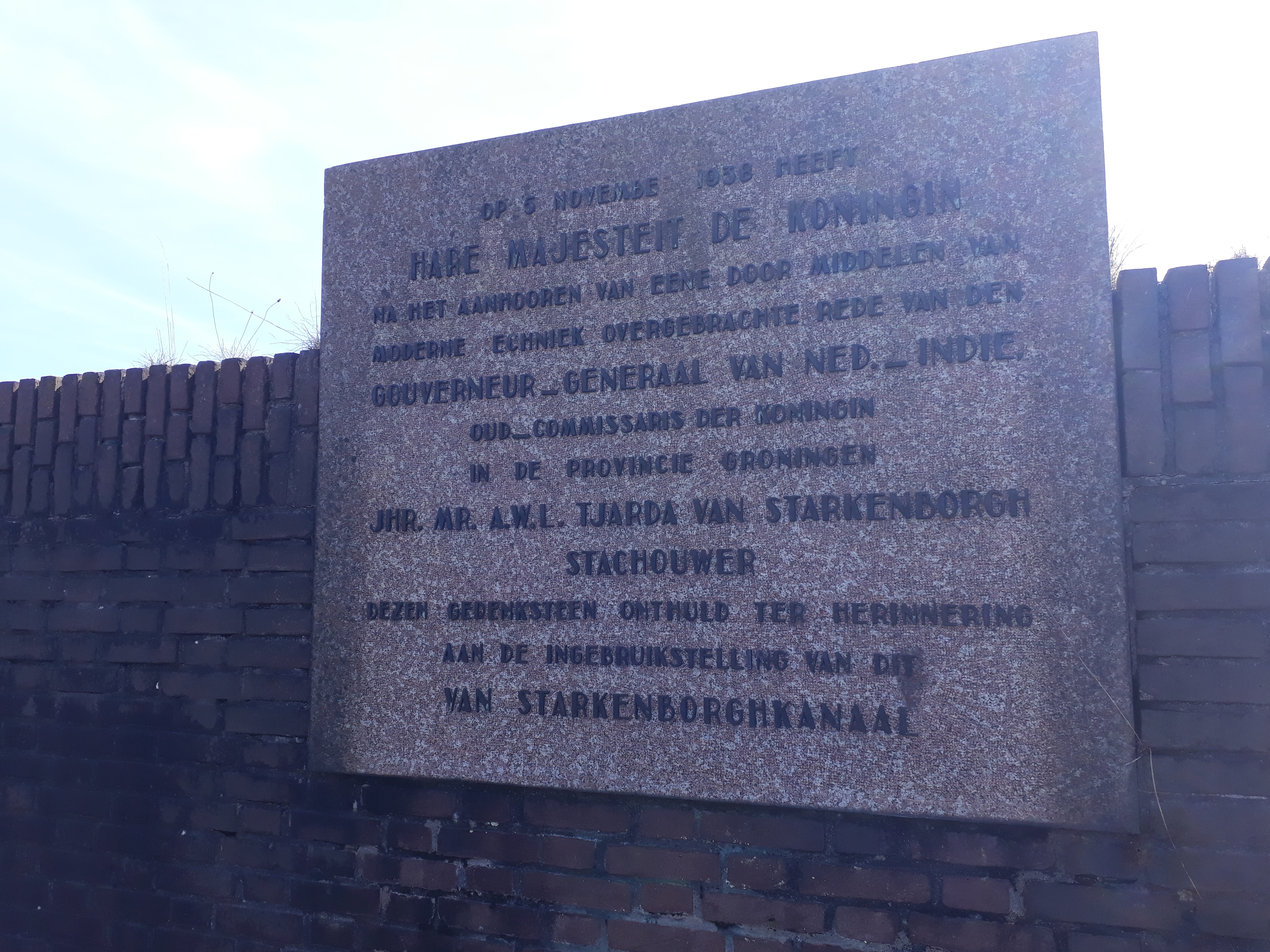
Plaquette

In november 1938 werd het kanaal officieel in gebruik gesteld door koningin Wilhelmina en werd het genoemd naar de toenmalige commissaris van de Koningin Edzard Tjarda van Starkenborgh Stachouwer. Ter gelegenheid hiervan is een plaquette aangebracht op een van de bruggen bij de Oostersluis.
In 1966 werd het kanaal verbreed en geschikt gemaakt voor schepen tot 1350 ton. In 1981 werd een nieuwe grotere sluis aangelegd bij Gaarkeuken.
Op 1 januari 2014 zijn het eigendom, beheer en onderhoud van het kanaal door de provincie Groningen aan Rijkswaterstaat overgedragen.

## Kenmerken en omgeving
Het Van Starkenborghkanaal is 27 km lang en heeft twee sluizen. Op de waterscheiding van het Fries Zomerpeil (-0,52 m NAP) en het Electrapeil (-0,93 m NAP) ligt de Gaarkeukensluis, ter hoogte van Grijpskerk. Op de grens van het Electrapeil en het peil van het Eemskanaal (het Winschoterpeil, +0,62 m NAP) ligt de Oostersluis in de stad Groningen.
Aan het kanaal liggen de plaatsen Stroobos, Gaarkeuken, Zuidhorn, Noordhorn, Aduard en Groningen. Streekjes en gehuchten zoals Eibersburen, Kievitsburen, Buikstede, Noordhornertolhek, Aduarder Voorwerk en Steentil liggen eveneens aan het kanaal.

## Bruggen
Over het kanaal liggen de volgende bruggen:
| Km.: | Naam:                                                       | Soort:                                                                    | Traject:                                                               | Afbeelding: |
| ---- | ----------------------------------------------------------- | ------------------------------------------------------------------------- | ---------------------------------------------------------------------- | ----------- |
| 25,0 | Brug Eibersburen                                            | verkeersbrug (liggerbrug/basculebrug)                                     | Lutjegast - Visvliet (Stationsweg)                                     |             |
| 20,6 | Gaarkeukensluis                                             | verkeersbrug (ophaalbrug)                                                 | Boerakker - Vierhuizen (Woldweg)                                       |             |
| 15,6 | Bert Swartbrug                                              | spoorbrug (boogbrug)                                                      | Leeuwarden - Groningen (Spoorlijn Harlingen - Nieuwe Schans)           |             |
| 14,6 | Brug Zuidhorn                                               | verkeersbrug (tafelbrug)                                                  | Noordhorn - Zuidhorn (Rijksstraatweg)                                  |             |
| 13,6 | Brug N355*                                                  | verkeersbrug (liggerbrug)                                                 | Leeuwarden - Groningen (Rijksstraatweg)                                |             |
| 9,9  | Elie Aron Cohenbrug (Brug Aduard)                           | verkeersbrug (tafelbrug)                                                  | Wehe-den Hoorn - Aduard (Albert Harkemaweg)                            |             |
| 7,7  | Brug Dorkwerd                                               | verkeersbrug (tafelbrug)                                                  | Aduard - Dorkwerd (Evert Harm Woltersweg)                              |             |
| 5,5  | Paddepoelsterbrug                                           | verkeersbrug (draaibrug)                                                  | brug gestremd na aanvaring                                             |             |
| 3,7  | Walfridusbrug                                               | spoorbrug (boogbrug)                                                      | Groningen - Delfzijl (Spoorlijn Groningen - Delfzijl)                  |             |
| 2,9  | Noordzeebrug                                                | verkeersbrug (liggerbrug)                                                 | Groningen - Eemshaven                                                  |             |
| 2,0  | Gerrit Krolbrug                                             | verkeersbrug en fiets- en voetgangersbruggen (pontonbrug en 2 tuibruggen) | Korrewegwijk - Ulgersmaborg (Korreweg) Pontonbrug gestemd na aanvaring |             |
| 1,6  | Oosterhamrikbrug                                            | busbaan (basculebrug)                                                     | Korrewegwijk - Ulgersmaborg (Oosterhamrikbaan)                         |             |
| 0,5  | Bruggen bij de Oostersluis: a) Aegirbrug b) Oostersluisbrug | a) verkeersbrug (basculebrug)                                             | Lewenborg - centrum (Oostersluisweg)                                   |             |
| 0,5  | Bruggen bij de Oostersluis: a) Aegirbrug b) Oostersluisbrug | b) verkeersbrug (basculebrug)                                             | Lewenborg - centrum (Damsterdiep)                                      |             |

* Officiële naam niet bekend.

## Galerij

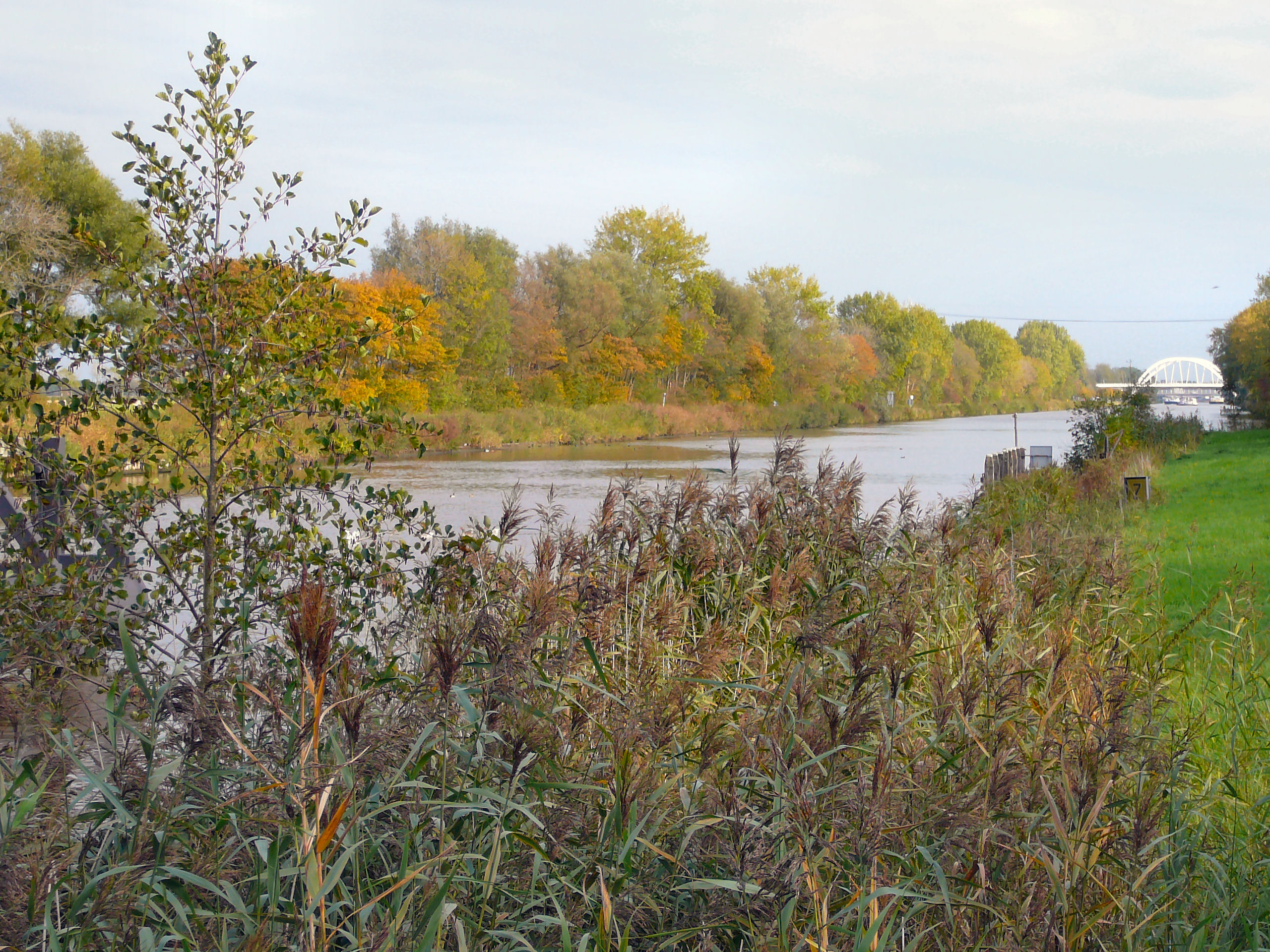
Het Van Starkenborghkanaal met in de verte de nieuwe Walfridusbrug, spoorbrug bij Groningen, gezien in oostelijke richting
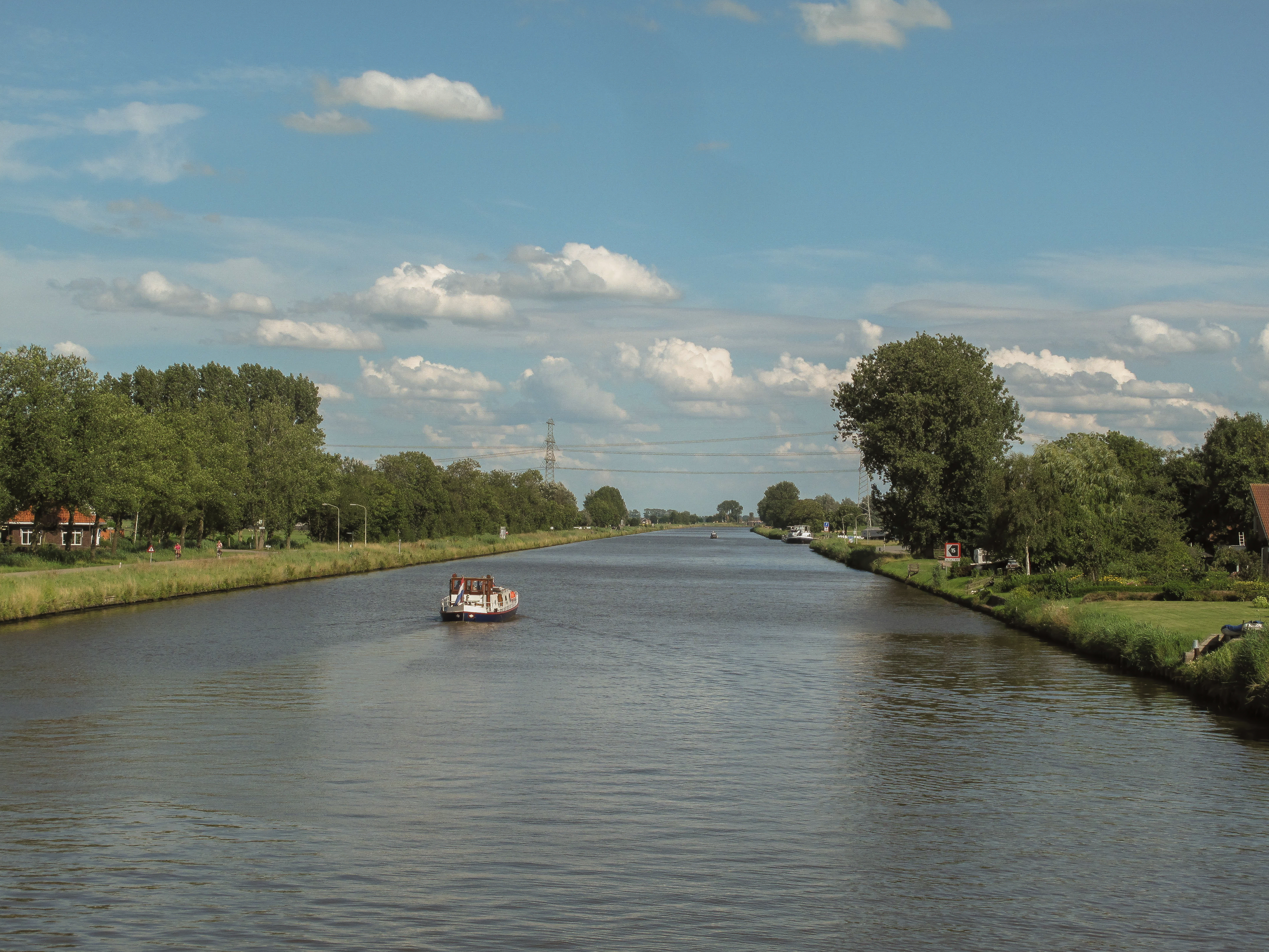
Het Van Starkenborghkanaal bij Aduard
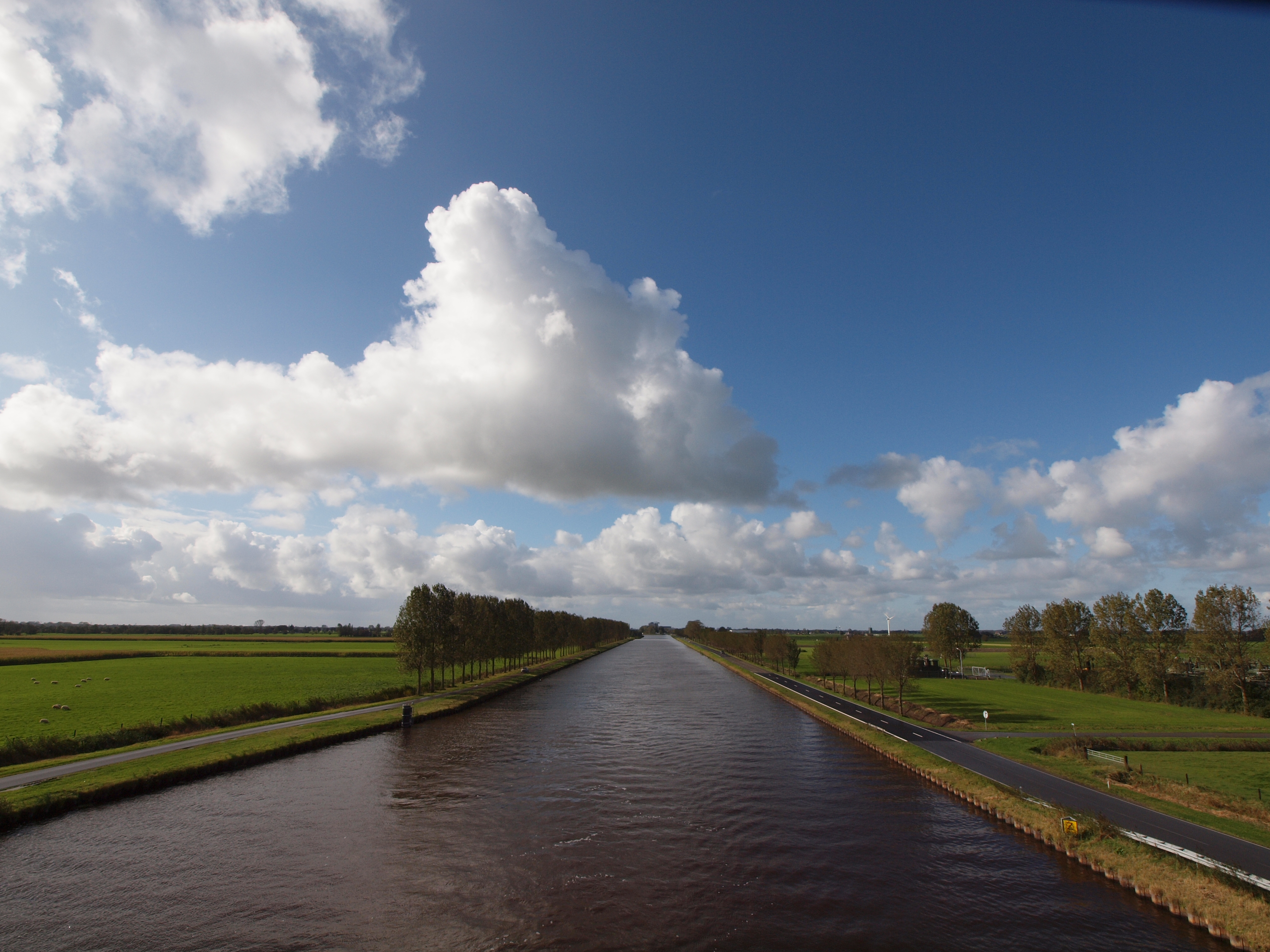
Kanaal bij Eibersburen in de richting van Stroobos
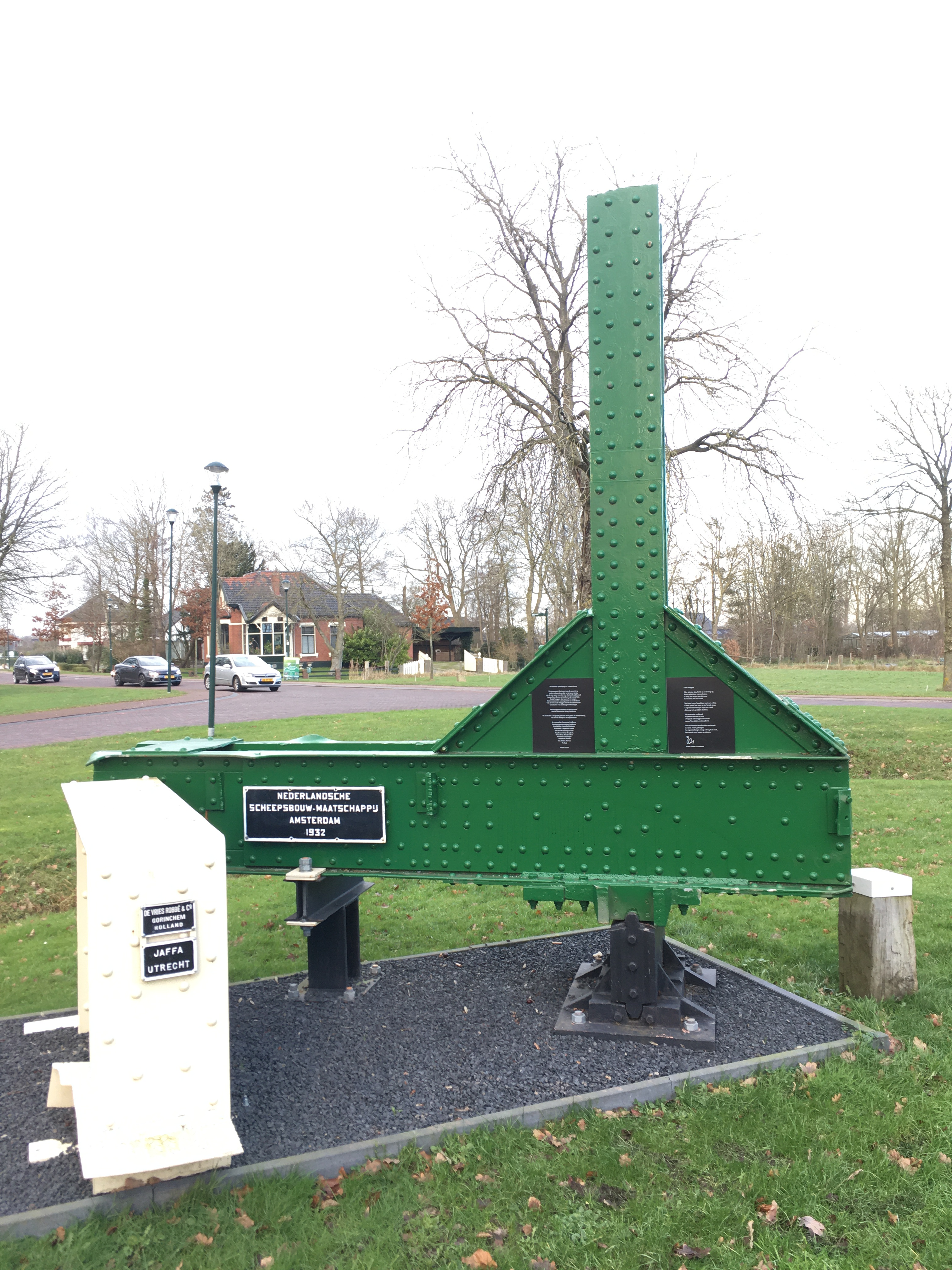
Monument ter ere van de oude bruggen die in 2018 zijn vervangen. Het monument bestaat uit onderdelen van de oude bruggen.